# Радослав Гайдарски
Радослав Ненков Гайдарски е български лекар и политик. Министър на здравеопазването от 2005 г. в кабинета на Сергей Станишев от квотата на „Коалиция за България“. Почетен гражданин на Видин и София. Специалист в областта на коремната хирургия.

## Медицинска кариера
Радослав Гайдарски е роден на 25 декември 1937 г. в с. Градец, област Видин. Завършва видинската гимназия и Медицинската академия (1962) в София, а след това работи в болницата във Видин, където взема специалност по обща хирургия (1967). Специализира в ИСУЛ, Медицинската академия, ВМА, Националния онкологичен медицински център, както и в болница „Кошен“ в Париж.
Хабилитира се през 1983 г. и е избран за доцент в Катедрата по обща и оперативна хирургия. Доктор на науките от 1989, професор от 1990 г. Работи като асистент във II хирургия в Медицинската академия. Оглавява Клиниката по жлъчно-чернодробна и панкреатична хирургия от 1983 г. до 2003 г.
Началник на клиниката по хирургия в Университетска болница „Лозенец“, където работи от 2003 г. Републикански консултант по хирургия. На 19 октомври 2004 г. получава наградата „Лекар на годината. Носител на званието „Лекар на България“ от 6 април 2005 г.
Има над 160 научни публикации. Член на Световната асоциация по гастрохирургия. Признат за автор на 8 рационализации на оперативна техника.

## Политическа дейност
Проф. Гайдарски е избран за депутат в VII велико народно събрание (1990 – 1991) и в XL народно събрание (2005 – 2009). Министър на здравеопазването от 17 август 2005. Преди да бъде назначен за министър, критикува здравната реформа, като например изказва недоволство от сумите, които Националната здравноосигурителна каса заделя за чернодробни операции  Архив на оригинала от 2007-09-30 в Wayback Machine..
При встъпването му в длъжност на здравен министър някои от задачите, които стоят пред Гайдарски, са:
- повишаване качеството на услугите, предлагани от общопрактикуващите лекари.
- намаляване на бюрокрацията в здравеопазването;
- преструктуриране на лечебните заведения:
  - специализация на болниците,
  - обособяване на спешните медицински центрове като болнични отделения;

## Семейство
Радослав Гайдарски е женен за Росица Борисова Гайдарска.